# Neundorf (Suhl)
Neundorf ist ein Quartier der kreisfreien Stadt Suhl im Süden des Freistaates Thüringen.

## Lage

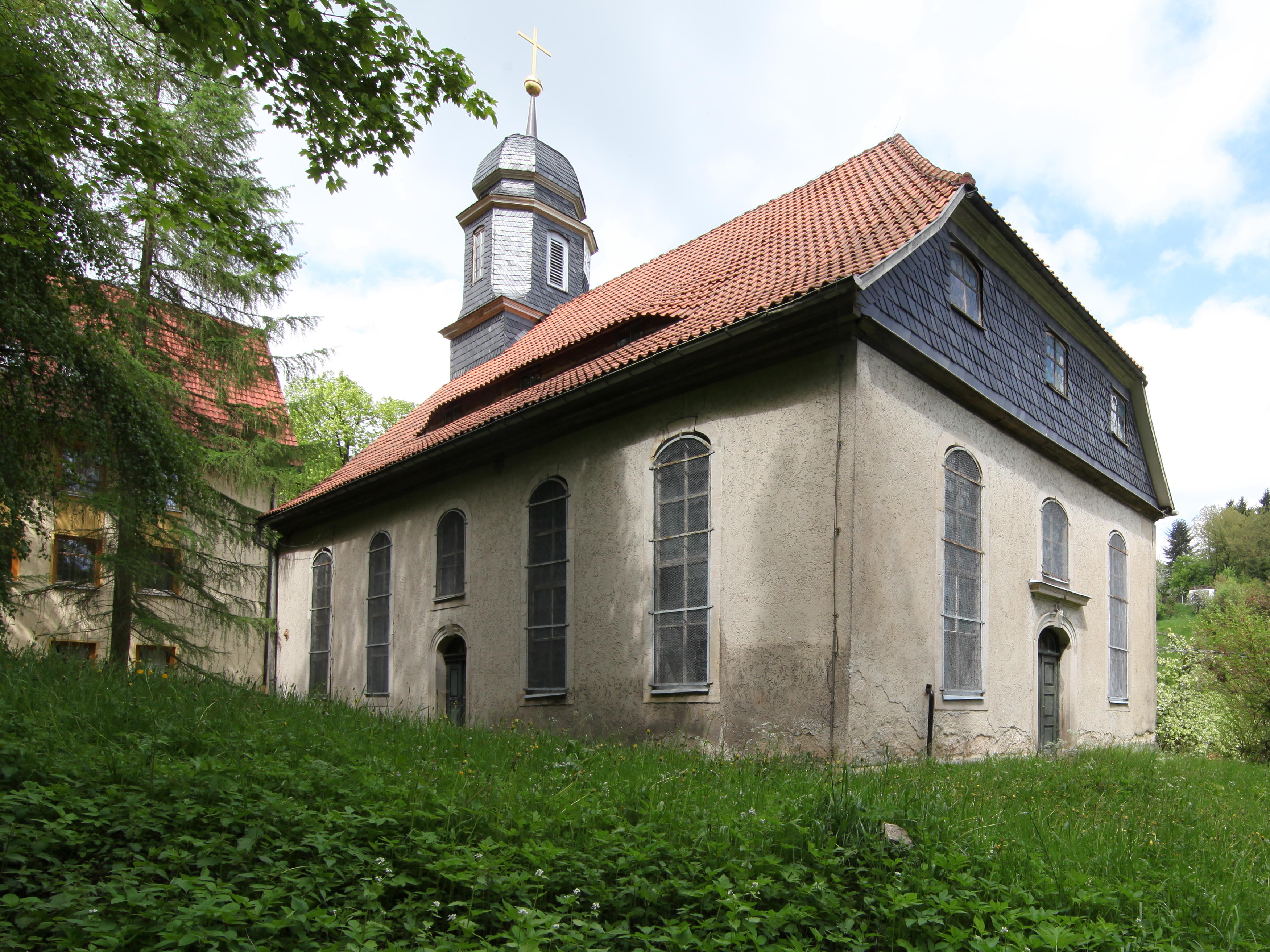
Evangelische Kirche

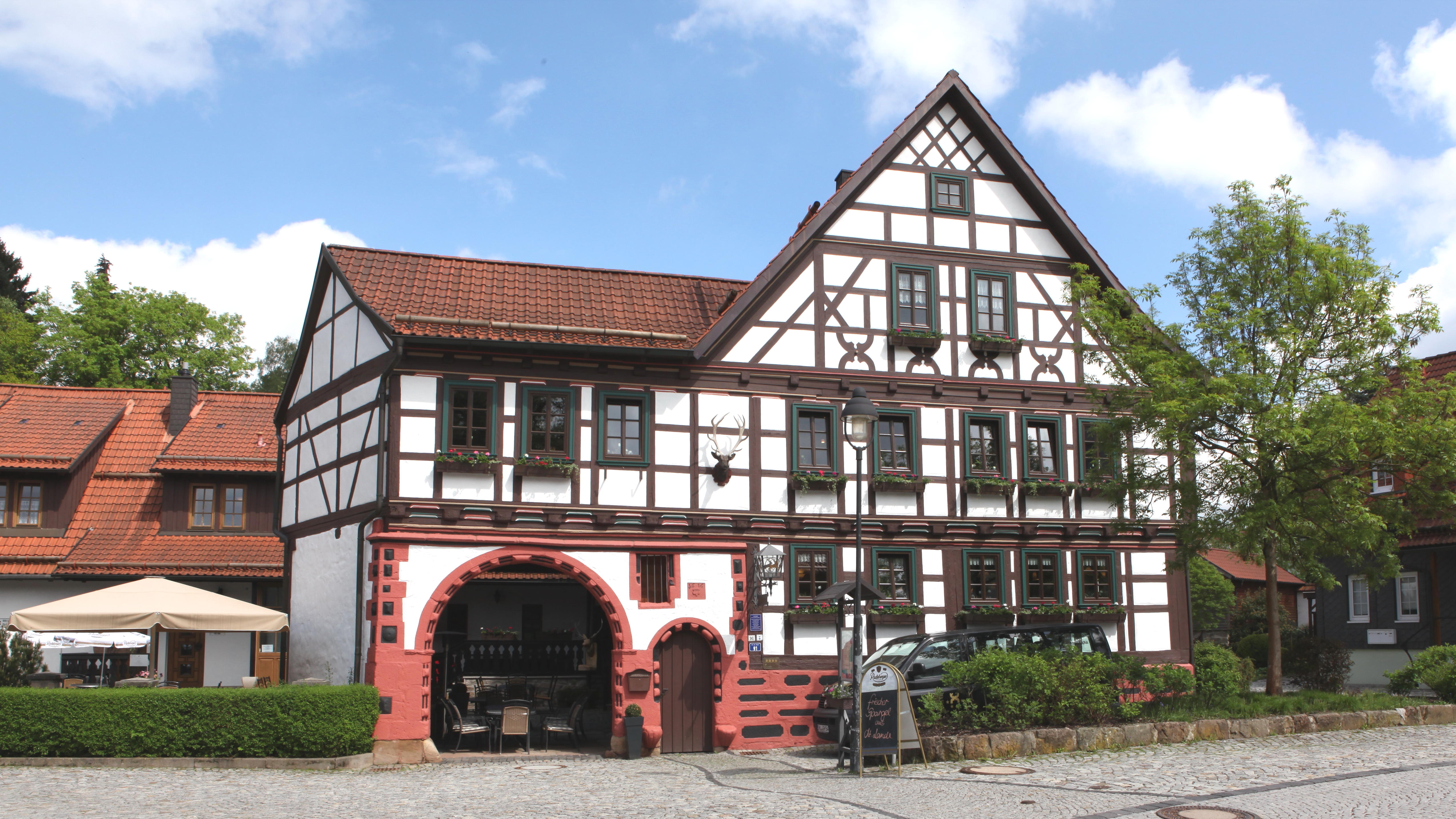
Gasthof „Zum Goldenen Hirsch“

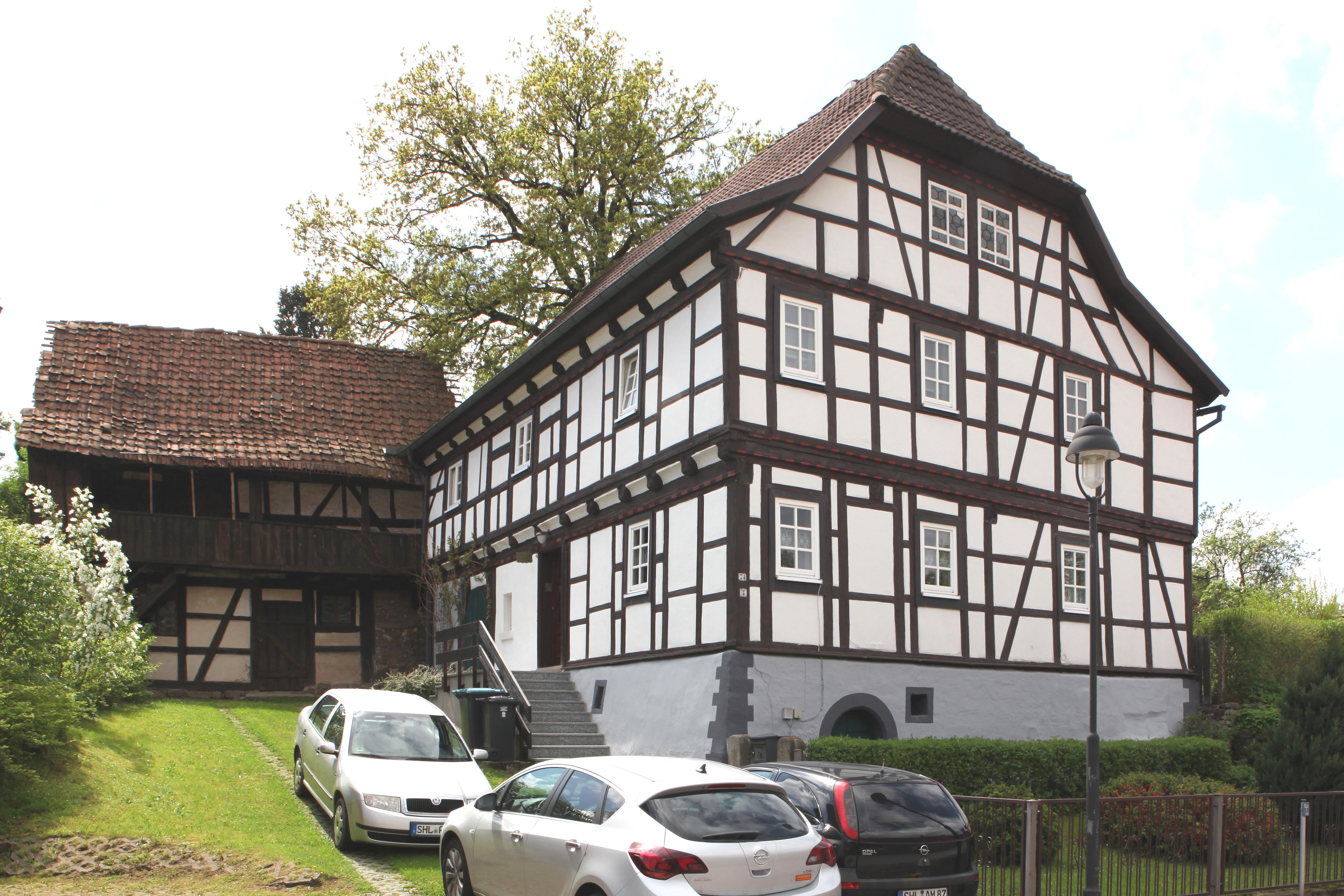
Fachwerkhaus

Am Oberlauf der Hasel liegt Suhl-Neundorf. Der Ort liegt südöstlich der Stadt am Rande zum Thüringer Waldes, der die Stadt umschließt. Im Ort gibt es viele Fachwerkhäuser.

## Geschichte
Am 22. Juli 1318 wurde das damalige Bergdorf als „Nuwendorff by sule“ erstmals urkundlich erwähnt. Das Dorf wurde 1357 vom Grafen von Henneberg an den Ritter Hans von Ostheim verkauft. Gräfin Mechthild von Henneberg kaufte das Dorf 1406 zurück. 1500 hatte der Ort 174 Einwohner. Die Innungsgesetze des einheimischen Weißböttcherhandwerks wurden 1565 bestätigt. 1600 hatte das Dorf 361 Einwohner.
Das heute unter Denkmalschutz stehende Ausflugslokal und Hotel „Zum Goldenen Hirsch“ wurde 1616 erbaut und wenig später bereits als Schankstätte für Bier und Wein durch den jeweiligen Forstknecht genutzt. Durch den Dreißigjährigen Krieg ging zwischen 1618 und 1648 die Bevölkerungszahl von 450 auf etwa 250 zurück. Die Anzahl der Häuser sank von 50 auf 41. 1700 hatte der Ort wieder 418 Einwohner. 1746 wurde eine Hebamme in die Pflicht genommen. Im Jahre 1763 herrschte eine große Hungersnot. Die heutige Kirche wurde zwischen 1761 und 1763 gebaut. Die erste Feuerspritze für die „Gemeindemannschaft“ wurde 1793 zum Preis von 200 Talern angeschafft. 1807 wurde die Schule erweitert. Durch mehrfache Truppeneinquartierungen 1813 wurden Not und Mangel verursacht. Die Jahre 1816 bis 1818 waren ebenfalls Hungerjahre. Bis 1815 gehörte der Ort zum hennebergischen bzw. kursächsischen Amt Schleusingen und gelangte dann an den Kreis Schleusingen der neugebildeten preußischen Provinz Sachsen, bei dem er bis 1945 verblieb.
Der Hohlweg durch den Ort wurde zwischen 1850 und 1860 zur festen Fahrstraße ausgebaut. 1862 wurde die Freiwillige Feuerwehr gegründet. 1893 wurde im Ort das Beschussamt gegründet, welches heute als ältestes deutsches Beschussamt gilt. 1906 wurde die Wasserleitung gebaut. Die Bahnstrecke Suhl–Schleusingen, die von Neundorf bis auf den Friedberg bis 1928 als Zahnradbahn betrieben wurde, wurde 1911 eröffnet. 1913 bekam der Ort ein eigenes Stromnetz. 1936 erfolgte die Eingemeindung der damals Suhlerneundorf genannten Gemeinde nach Suhl. 1956/57 wurde ein Kindergarten gebaut. Der Schulanbau wurde 1968 fertiggestellt. 2009 wohnten 908 Personen in dem Ort, der gemäß Hauptsatzung der kreisfreien Stadt Suhl/Thüringen nicht zu den räumlich getrennten Ortsteilen Suhls gezählt wird.